# Premier Division 2016 (Irlanda)
La League of Ireland Premier Division 2016 è stata la 96ª edizione del massimo livello del campionato irlandese di calcio e si è disputata tra il 4 marzo e il 28 ottobre 2016. Il Dundalk si è confermato campione per il terzo anno consecutivo.

## Stagione

### Novità
Dalla Premier Division 2015 è stato retrocesso in First Division il Drogheda United, classificatosi all'ultimo posto. Dalla First Division 2015 è stato promosso per la prima volta nella sua storia il Wexford Youths, primo classificato.
Dopo la spareggio promozione-retrocessione il Finn Harps è stato promosso in Premier Division, mentre il Limerick è stato retrocesso in First Division.

### Formula
Le 12 squadre partecipanti si affrontano tre volte nel corso della stagione, per un totale di 33 giornate.

La squadra campione d'Irlanda ottiene il diritto di partecipare alla UEFA Champions League 2017-2018 partendo dal secondo turno di qualificazione.

La seconda e la terza classificata del campionato sono ammesse alla UEFA Europa League 2017-2018 partendo dal primo turno di qualificazione.

La penultima classificata gioca uno spareggio promozione/retrocessione contro la vincente del play-off di First Division.

L'ultima classificata è retrocessa direttamente in First Division.

## Squadre Partecipanti
| Club            | Città                  | Stadio               | Stagione 2015                 |
| --------------- | ---------------------- | -------------------- | ----------------------------- |
| Bohemians       | Dublino (Phibsborough) | Dalymount Park       | 5º posto in Premier Division  |
| Bray Wanderers  | Bray                   | Carlisle Grounds     | 8º posto in Premier Division  |
| Cork City       | Cork                   | Turners Cross        | 2º posto in Premier Division  |
| Derry City      | Derry                  | Brandywell           | 7º posto in Premier Division  |
| Dundalk         | Dundalk                | Oriel Park           | Campione d'Irlanda            |
| Finn Harps      | Ballybofey             | Finn Park            | 2º posto in First Division    |
| Galway United   | Galway                 | Eamonn Deacy Park    | 10º posto in Premier Division |
| Longford Town   | Longford               | City Calling Stadium | 6º posto in Premier Division  |
| Shamrock Rovers | Dublino (Tallaght)     | Tallaght Stadium     | 3º posto in Premier Division  |
| Sligo Rovers    | Sligo                  | Showgrounds          | 9º posto in Premier Division  |
| St Patrick's    | Dublino (Inchicore)    | Richmond Park        | 4º posto in Premier Division  |
| Wexford Youths  | Crossabeg              | Ferrycarrig Park     | 1º posto in First Division    |

## Classifica finale
|                    | Pos. | Squadra         | Pt | G  | V  | N  | P  | GF | GS | DR  |
| ------------------ | ---- | --------------- | -- | -- | -- | -- | -- | -- | -- | --- |
| Irlanda (bandiera) | 1.   | Dundalk         | 77 | 33 | 25 | 2  | 6  | 73 | 28 | +45 |
|                    | 2.   | Cork City       | 70 | 33 | 21 | 7  | 5  | 65 | 23 | +42 |
|                    | 3.   | Derry City      | 62 | 33 | 17 | 11 | 5  | 48 | 29 | +19 |
|                    | 4.   | Shamrock Rovers | 55 | 33 | 16 | 7  | 10 | 46 | 34 | +12 |
|                    | 5.   | Sligo Rovers    | 49 | 33 | 13 | 10 | 10 | 42 | 35 | +7  |
|                    | 6.   | Bray Wanderers  | 46 | 33 | 13 | 7  | 13 | 39 | 40 | -1  |
|                    | 7.   | St Patrick's    | 45 | 33 | 13 | 6  | 14 | 45 | 41 | +4  |
|                    | 8.   | Bohemians       | 41 | 33 | 12 | 5  | 16 | 30 | 37 | -7  |
|                    | 9.   | Galway United   | 38 | 33 | 10 | 8  | 15 | 44 | 54 | -10 |
|                    | 10.  | Finn Harps      | 32 | 33 | 8  | 8  | 17 | 23 | 49 | -26 |
|                    | 11.  | Wexford Youths  | 23 | 33 | 6  | 5  | 22 | 31 | 70 | -39 |
|                    | 12.  | Longford Town   | 14 | 33 | 2  | 8  | 23 | 25 | 71 | -46 |

Legenda:
      Campione d'Irlanda e ammessa alla UEFA Champions League 2017-2018
      Ammesse alla UEFA Europa League 2017-2018
 Ammessa allo spareggio promozione-retrocessione
      Retrocessa in First Division 2017
Note:
Tre punti a vittoria, uno a pareggio, zero a sconfitta.
La classifica viene stilata secondo i seguenti criteri:
- Punti conquistati
- Differenza reti generale
- Reti totali realizzate

## Risultati

### Partite (1-22)
|                       | Boh  | Bra  | Cor  | Der  | Dun  | Fin  | Gal  | Lon  | Sha  | Sli  | StP  | Wex  |
| --------------------- | ---- | ---- | ---- | ---- | ---- | ---- | ---- | ---- | ---- | ---- | ---- | ---- |
| Bohemians             | –––– | 0-0  | 0-1  | 0-1  | 0-2  | 2-0  | 1-1  | 2-0  | 0-4  | 1-0  | 5-1  | 3-3  |
| Bray Wanderers        | 0-2  | –––– | 0-2  | 0-3  | 1-3  | 1-0  | 1-2  | 0-0  | 1-1  | 4-0  | 1-0  | 3-0  |
| Cork City             | 2-0  | 4-0  | –––– | 2-1  | 1-0  | 3-1  | 5-3  | 6-0  | 2-0  | 1-2  | 1-0  | 1-1  |
| Derry City            | 1-0  | 2-0  | 1-0  | –––– | 0-5  | 2-2  | 2-1  | 4-0  | 3-0  | 0-2  | 1-1  | 1-0  |
| Dundalk               | 2-1  | 1-0  | 0-1  | 1-1  | –––– | 3-0  | 2-1  | 4-3  | 1-1  | 1-0  | 2-0  | 3-2  |
| Finn Harps            | 0-0  | 1-0  | 0-1  | 2-1  | 0-7  | –––– | 1-0  | 1-0  | 0-1  | 3-0  | 1-2  | 0-1  |
| Galway United         | 1-0  | 4-0  | 2-2  | 0-0  | 1-0  | 1-0  | –––– | 2-2  | 0-1  | 1-2  | 0-3  | 4-2  |
| Longford Town         | 0-1  | 1-1  | 0-3  | 1-1  | 0-4  | 0-2  | 1-1  | –––– | 0-2  | 2-2  | 0-1  | 2-4  |
| Shamrock Rovers       | 3-1  | 2-0  | 0-0  | 0-1  | 0-2  | 1-1  | 2-0  | 2-1  | –––– | 3-0  | 0-2  | 2-0  |
| Sligo Rovers          | 1-0  | 0-0  | 0-0  | 0-0  | 0-1  | 1-1  | 1-1  | 3-0  | 0-2  | –––– | 1-0  | 4-1  |
| St Patrick's Athletic | 3-0  | 1-2  | 3-1  | 0-1  | 0-4  | 4-0  | 1-3  | 3-3  | 0-2  | 1-1  | –––– | 4-0  |
| Wexford Youths        | 0-1  | 2-0  | 0-1  | 1-2  | 1-2  | 1-1  | 0-2  | 0-2  | 2-0  | 0-5  | 0-1  | –––– |

### Partite (23-33)
|                       | Boh  | Bra  | Cor  | Der  | Dun  | Fin  | Gal  | Lon  | Sha  | Sli  | StP  | Wex  |
| --------------------- | ---- | ---- | ---- | ---- | ---- | ---- | ---- | ---- | ---- | ---- | ---- | ---- |
| Bohemians             | –––– |      |      |      | 1-2  |      |      | 1-0  | 1-0  | 3-2  |      | 1-0  |
| Bray Wanderers        | 2-1  | –––– | 4-1  | 2-2  | 2-1  |      |      |      |      | 4-0  | 2-1  |      |
| Cork City             | 0-0  |      | –––– |      |      | 2-0  |      | 5-2  | 3-0  |      | 3-1  | 5-0  |
| Derry City            | 2-1  |      | 0-0  | –––– |      |      | 0-0  |      | 2-2  | 2-1  |      |      |
| Dundalk               |      |      | 2-1  | 3-1  | –––– | 2-0  | 4-1  |      |      | 0-3  |      |      |
| Finn Harps            | 1-0  | 2-1  |      | 0-5  |      | –––– |      | 0-1  | 0-2  |      | 1-1  |      |
| Galway United         | 2-0  | 0-2  | 0-5  |      |      | 3-2  | –––– | 0-0  |      |      |      |      |
| Longford Town         |      | 0-2  |      | 2-3  | 0-3  |      |      | –––– | 2-4  |      | 0-1  |      |
| Shamrock Rovers       |      | 0-0  |      |      | 0-3  |      | 4-2  |      | –––– |      | 0-0  | 3-1  |
| Sligo Rovers          |      |      | 0-0  |      |      | 0-0  | 2-1  | 1-0  | 3-2  | –––– |      | 5-0  |
| St Patrick's Athletic | 0-1  |      |      | 0-2  | 5-2  |      | 1-0  |      |      | 0-0  | –––– | 4-1  |
| Wexford Youths        |      | 1-3  |      | 0-0  | 0-1  | 0-0  | 5-4  | 2-0  |      |      |      | –––– |

## Spareggio promozione/retrocessione
|                | Risultati |                | Luogo e data               |
| -------------- | --------- | -------------- | -------------------------- |
| Wexford Youths | 2-0       | Drogheda Utd   | Crossabeg, 31 ottobre 2016 |
| Drogheda Utd   | 3-0       | Wexford Youths | Drogheda, 4 novembre 2016  |
|                |           |                |                            |

## Statistiche

### Classifica marcatori
| Gol |  |  | Giocatore      | Squadra               |
| --- |  |  | -------------- | --------------------- |
| 18  |  |  | Sean Maguire   | Cork City             |
| 17  |  |  | Rory Patterson | Derry City            |
| 16  |  |  | David McMillan | Dundalk               |
| 12  |  |  | Vinny Faherty  | Galway United         |
| 11  |  |  | Conan Byrne    | St Patrick's Athletic |
| 10  |  |  | Kurtis Byrne   | Bohemians             |
| 10  |  |  | Rafael Cretaro | Sligo Rovers          |
| 10  |  |  | Christy Fagan  | St Patrick's Athletic |
| 10  |  |  | Gary McCabe    | Shamrock Rovers       |
| 9   |  |  | Daryl Horgan   | Dundalk               |
| 9   |  |  | Brandon Miele  | Shamrock Rovers       |